# Nationaal park Gran Sasso e Monti della Laga
Het Nationaal park Gran Sasso e Monti della Laga (Italiaans: Parco nazionale del Gran Sasso e Monti della Laga) is een nationaal park in de Apennijnen. Het park is gesitueerd rondom de hoogste bergtop van het Italiaanse vasteland buiten de Alpen: de Gran Sasso (2.912 meter). Het ruige gebied is maar spaarzaam bewoond. Kenmerkend voor het gebied zijn de uitgestrekte hoogvlaktes. De Campo Imperatore spant de kroon met een lengte van bijna 30 kilometer. Tot het gebied behoort ook het noordelijker gelegen Monti della Laga (Lagagebergte) met als hoogste top de Monte Gorzano (2.458 meter).

## Fauna
Na geheel verdwenen te zijn in de vorige eeuw is de abruzzengems (Rupicapra ornata) na herintroductie weer teruggekeerd in het gebied. Volgens de laatste tellingen zouden er zich 50 exemplaren in het park bevinden. Reeën (Capreolus capreolus) en edelherten (Cervus elaphus) komen er veelvuldig voor. De wolf (Canis lupus) in mindere mate. Sporadisch wordt de bruine beer (Ursus arctos) gesignaleerd, die afkomstig is uit het nabijgelegen Nationaal park Abruzzo, Lazio e Molise. Andere zoogdieren die het gebied bevolken zijn de bunzing (Mustela putorius), das (Meles meles), steenmarter (Martes foina) en wilde kat (Felis silvestris).
Onder de vogels bevinden zich de havik (Accipiter gentilis) en de ransuil (Asio otus). Naast al deze wilde dieren bevolken ook duizenden schapen en Abruzzese herdershonden de grazige vlakten rondom de bergtoppen.

## Flora
Het massief van de Gran Sasso is rijk aan uitgestrekte bergweiden, die vooral in de vroege zomer uitbundig bloeien. In de hoogste regionen van het park komen planten voor zoals het zeldzame edelweiss (Leontopodium alpinum). De hellingen van het Lagagebergte zijn voornamelijk met bossen bedekt.

## Bezienswaardigheden
- De natuurlijke bezienswaardigheden van het park:
  - De Gran Sasso met de Calderonegletscher
  - De hoogvlakte Campo Imperatore
  - Het stuwmeer Lago di Campotosto
  - De wilde kloof van de rivier Salinello
- De meest bezienswaardige plaatsen in het park:
  - Het perfect geconserveerde middeleeuwse centrum van Santo Stefano di Sessanio
  - Rocca Calascio

## Bereikbaarheid
Het park is goed bereikbaar. Dwars door het hart van de Gran Sasso loopt de tunnel van de snelweg A24 (l'Aquila-Teramo). De snelweg A25 schampt het park in het zuiden. Het hoogste deel van de Campo Imperatore is te bereiken via een weg vanuit Assergi en met behulp van een kabelbaan.